# Система водоподачи Восточного Крыма
Система водоподачи Восточного Крыма — предназначена для снабжения артезианской водой юго-востока Крыма. Строительство началось 1 октября 2016 года. Завершить строительство первого этапа планировалось в декабре 2019 года. Стоимость работ первого этапа — 4 млрд рублей.
После завершения работ по второму этапу, запланированному на декабрь 2022 года, система водоподачи свяжет три группы артезианских скважин с системой водоподготовки Феодосии и Керчи.

## История строительства
Первоначально планировалось строительство водовода от Нежинского и Просторненского водозаборов до Керчи. Затем в проект было добавлено строительство водовода от Новогригорьевского водозабора и потребитель — Феодосия.
Работы по первому этапу были разбиты на три части:
- проектирование — «Проектирование трактов водоподачи с каскадом насосных станций от Просторненского, Нежинского и Новогригорьевского водозаборов до проектируемой насосной станции в районе с. Октябрьское»,
- строительство водовода — «Строительство тракта водоподачи от Нежинского, Просторненского и Новогригорьевского водозаборов с предусматриваемыми сбросами в Северо-Крымский канал (1-й этап)»,
- установка оборудования и запуск — «Мероприятия по строительству системы водоподачи в восточной части Крымского полуострова, в том числе: строительство тракта водоподачи от Нежинского, Просторненского и Новогригорьевского водозаборов с предусматриваемыми сбросами в Северо-Крымский канал (1-й этап)».

Прокладка водовода до ВНС-1 была завершена в 2017 году. В декабре проводились работы по испытанию водовода.
В начале июля 2018 года работы по первому этапу строительства были выполнены на 98 %, требовалось осуществить пусконаладочные работы.
25 октября 2018 года Госстройнадзор РК выдал разрешение на строительство тракта водоподачи до Феодосии и Керчи (второго этапа).
Летом 2020 года в рамках второго этапа приступили к укладке чугунных труб от села Владиславовка до Керчи. К этому времени работы по укладке чугунных труб от Октябрского до Владиславовки и пластиковых от Владиславовки до Феодосии были выполнены более чем на 90 %.
К июню 2021 года трубы до Феодосии были уложены на 99 %, до Керчи на 25 %. К октябрю общая готовность участка от Владиславовки до Керчи составляла 12 %.

## Эксплуатация
Эксплуатация водовода началась в засушливое лето 2018 года, ещё до завершения работ по первой очереди, что позволило увеличить поставки воды с Нежинского и Просторненского водозаборов до 100 тыс. м³ в сутки и начать эксплуатацию Новогригорьевского водозабора в объёме 30 тыс. м³ в сутки. Дополнительные объёмы подземных вод позволили обеспечить Восточный Крым в условиях, когда сброс воды из Белогорского водохранилища был прекращён уже 5 июля, тогда как в предыдущие годы воды хватало до осени.
Проектная мощность — 195 тыс. м³ в сутки, из них 106 тыс. м³ в сутки предназначены для Феодосии, 89 тыс. — в Керчь. Фактическое потребление Феодосии составляет от 40 тыс. м³ в сутки в зимний период, до 125 тыс. м³ в сутки в летний.

## Основные элементы
В качестве источников используются Нежинский, Просторненский и Новогригорьевский водозаборы, построенные в 2014—2016 годах.

### Первый этап
Водозаборы расположены на территории Джанкойского и Нижнегорского районов. Наиболее удалённым является Просторненский, от него две нитки магистрального водовода будут проложены к Нежинскому водозабору. Далее две нитки большего диаметра будут проложены на юг до сбросной камеры № 1 в Северо-Крымский канал, далее вдоль канала, с пересечением реки Салгир в районе ПК-136, до насосной станции ВНС-1 (в 14 км от НС-2 Северо-Крымского канала).
Нежинский и Просторненский водозаборы имеют наибольшую производительность — по 75 тыс. м³ в сутки и были запущены в работу в 2015 году.
Новогригорьевский водозабор — самый южный и с наименьшей производительностью — 45 тыс. м³ в сутки. От него две нитки водовода пройдут на восток до Северо-Крымского канала к сбросной камере № 2, с пересечением реки Биюк-Карасу в районе ПК-170. Далее небольшой участок насосной к станции ВНС-1.
ВНС-1 запроектирована на северной окраине села Октябрьское.
Абсолютные отметки:
- устья скважин Просторненского водозабора — 3,2 м,
- устья скважин Новогригорьевского водозабора — 38,6 м,
- сбросная камера № 1 — 19,3 м,
- ВНС-1 — 6,5 м.

На первом этапе планируется проложить 64,094 км тракта водоподачи, в том числе:
- участок «Просторненский водозабор — Нежинский водозабор» — 10,27 км,
- участок «Нежинский водозабор — сбросная камера № 1» — 7,044 км,
- участок «сбросная камера № 1 — ВНС-1» — 18,612 км,
- участок «Новогригорьевский водозабор — сбросная камера № 2» — 25,681 км,
- участок «сбросная камера № 2 — ВНС 1» — 3,401 км.

Часть дюкеров на пересечении преград будет трёхниточными, при этом использование двух ниток будет полностью обеспечивать расчётную пропускную способность. Исполнителем работ выбрано АО «Объединённая Энергостроительная корпорация».

### Второй этап
На втором этапе ведётся строительство двухниточного водовода от ВНС-1 до ВНС-2 (расположенной возле НС-16 Северо-Крымского канала). На этом участке диаметр труб максимальный — 1200 мм. Построен с использованием напорных чугунных труб ВЧШГ с внутренним цементно-песчаным покрытием и цинковым/лаковым наружным покрытием.
От НС-2 один отвод пойдёт на юг к Феодосии, другой — на Керченский полуостров к НС-3.
Ветка на Феодосию короткая, выполнена пластиковыми трубами. Ее продолжением от станции водоподготовки является Судакский водовод.
Протяженность керченской ветки составит 93,57 км, расчетная пропускная способность — 89 тыс. м³ воды в сутки. Используются чугунные трубы ВЧШГ.